# Archichlora marginata
Archichlora marginata är en fjärilsart som beskrevs av W. Warren 1902. Archichlora marginata ingår i släktet Archichlora och familjen mätare. Inga underarter finns listade i Catalogue of Life.